# Panca Warna
Panca Warna is een bestuurslaag in het regentschap Mesuji van de provincie Lampung, Indonesië. Panca Warna telt 3831 inwoners (volkstelling 2010).